# Northrop XP-948
Il Northrop 3A o XP-948 era un caccia monomotore ad ala bassa sviluppato dall'azienda statunitense Northrop Corporation negli anni trenta e rimasto allo stadio di prototipo.

## Storia del progetto
Nel 1934 la Matériel Division dell'US Army Air Corps indisse una gara d'appalto per un aereo da caccia destinato a sostituire il Boeing P-26 Pearshooter. L'apertura delle lettere di offerta e la presentazione a proprio rischio dei prototipi da parte delle ditte concorrenti era prevista per il 27 maggio del 1935. A quell'epoca stavano lavorando sul concetto di caccia moderno le ditte Wedell Williams con un derivato del suo aereo da corsa ("racer") designato P-34, la Consolidated con il suo PB-2, la Northrop con l'XFT-1, la Curtiss con il nuovo Hawk 75, che intendeva riscattare l'insuccesso del precedente XP-31 Swift e la Seversky, con un progetto che non si riferiva propriamente ad un aereo da caccia, ma piuttosto ad una famiglia di moderni aerei polivalenti.
Inizialmente concorsero solo tre società, che decisero di presentare i propri prototipi, si trattava della Curtiss Wright Corporation, della Seversky Aircraft Corporation e della Northrop Corporation.
Per ottenere le prestazioni necessarie, accelerando nel contempo lo sviluppo del nuovo aereo, il team di ingegneri guidato da Edward H. Heinemann decise di sviluppare una versione a carrello retrattile del precedente prototipo da caccia imbarcato XFT-1/XFT-2. A causa di svariati problemi il 27 maggio 1935 a Wright Field (Dayton, Ohio) era presente solo il prototipo del Curtiss Hawk 75, ed il confronto con i concorrenti non si poté tenere. Anziché assegnare il contratto di produzione alla Curtiss, la Matériel Division decise di rinviare la gara al mese di agosto.

## Tecnica
Il Northrop XP-948 era un monoplano monomotore, dalla struttura interamente metallica, con fusoliera a semi-monoscocca. L'ala a W era posta in posizione bassa, posizionata in corrispondenza della cabina di pilotaggio. Essa ospitava il pilota, ed era dotata di un tettuccio scorrevole all'indietro. Il carrello d'atterraggio era di tipo triciclo posteriore. Le gambe principali si ritraevano all'interno della struttura alare con movimento laterale diretto verso l'interno, mentre il ruotino di coda, sterzabile, era fisso. 
Il propulsore impiegato era un motore radiale Pratt & Whitney R-1535-A56 Twin Wasp a 14 cilindri, raffreddato ad aria. La potenza erogata era pari a 700 hp a 2 625 giri/minuto a 0 m, ed azionava un'elica tripala metallica. 
L'armamento non venne mai installato sul prototipo, ma era stata prevista l'installazione di due mitragliatrici Browning M2 calibro .50 in (12,7 mm) posizionate in fusoliera, e sparanti attraverso l'elica. Un'altra opzione considerata verteva sull'installazione di una mitragliatrice Browning da 12,7 mm e una da 7,62 mm.

## Impiego operativo
Dopo aver completato gli esami preliminari presso l'aeroporto di Mines Field il prototipo del Northrop 3A, designato dall'US Army come XP-948, fu trasportato presso la base aerea di Wright Field nel mese di luglio. Una limitata valutazione effettuata dal personale dell'US Army Air Corps confermò il rapporto di prova del pilota collaudatore della Northrop, confermando che l'aereo era piuttosto instabile e soggetto a fenomeni di autorotazione. Di conseguenza il prototipo fu riportato a Mines Field, dove John K. Northrop sperava di trovare qualche rapida soluzione al problema della stabilità, prima di presentare il velivolo alla competizione del mese di agosto. Con l'intento di testare le modifiche apportate al velivolo prima del suo ritorno a Wright Field, il tenente Frank Scare decollò con il velivolo per un volo di collaudo sopra il Pacifico il 30 luglio 1935. L'aereo andò disperso in mare a causa di un inconveniente mai appurato, e nessuna traccia del velivolo e del suo pilota sono mai state trovate.

La perdita del prototipo causò notevoli danni alla reputazione della Northrop presso l'U.S.A.A.C., tanto che la società, per recuperare una parte degli investimenti economici del progetto, vendette i disegni tecnici alla Chance Vought Aircraft che sviluppò i successivi prototipi V-141 e V-143.

## Versioni
- Gamma 3A: designazione di fabbrica del prototipo, primo volo nel luglio 1935.
- XP-948: designazione adottata dall'US Army Air Corps, matricola s/n.44.
- Vought V-141: ulteriore sviluppo effettuato dalla Chance Vought dopo l'acquisto del progetto del Northrop 3A.[1]
- Vought V-143: un prototipo derivato dal precedente.
- Vought AXV: designazione assegnata dal Dai-Nippon Teikoku Kaigun Kōkū Hombu, il Servizio aeronautico della Marina imperiale giapponese, al V-143 sottoposto a valutazione in Giappone.

## Utilizzatori
Stati Uniti
- United States Army Air Corps

### Annotazioni
1. ↑  Tale velivolo era stato originariamente progettato per l'US Navy.
2. ↑  Che decise di presentare il biposto SEV-2XD, da cui si doveva trarre una versione monoposto SEV-1XP che divenne il capostipite della serie P-35.
3. ↑  La cui proposta fu designata Model 3A.

### Fonti
1. 1 2 3  Francillon 1979, p. 195.
2. 1 2 3 4 5  Francillon 1979, p. 193.
3. 1 2 3 4 5 6  Bowers 1987, p. 348.
4. 1 2 3 4 5 6 7 8 9 10 11  Francillon 1979, p. 194.